# Филластр, Гильом Младший
Гильом Филластр или Гийом Фийатр (фр. Guillaume Fillâtre; ум. 21 августа 1473, Гент) — французский прелат-гуманист. Племянник кардинала Филластра.
Дата рождения точно не установлена. Родился в семье Этьена Филластра, губернатора Мэна. Вступил в орден бенедиктинцев в Сен-Пьер-де-Шалон-сюр-Марн, получил там образование и в итоге стал приором в Сермезе, затем — аббатом в Сен-Тьери в Шампани. Бургундский герцог Филипп Добрый сделал его канцлером учреждённого в это время ордена Золотого руна.
Успешно выполнив ряд дипломатических и политических поручений, 1 ноября 1437 года Филластр стал епископом в Вердене. Имел собственные проекты реформ, из-за которых находился в конфликте с местным духовенством, властями и городской буржуазией и вследствие постоянных столкновений с ними был вынужден в итоге перейти в 1449 году епископом в Туле, где безуспешно боролся против муниципальных привилегий. В 1460 году занял кафедру в Турне, где стал аббатом Сен-Бертинского монастыря, сохранив этот сан до конца жизни.
Был известен как покровитель искусств и собиратель книг. Написал исторический труд об ордене Золотого руна (2 части, Париж, 1516 и 1517; Труа, 1530), который самим автором был обозначен как геральдическая книга, но на деле представляет собой компиляцию исторических фактов о кавалерах ордена. Третья часть этой работы в рукописи хранится в Копенгагенской библиотеке.